# Daniele Daumerie
Daniele Daumerie (Rio de Janeiro, 4 de agosto de 1968 — Rio de Janeiro, 24 de agosto de 2014), também referida como Danielle Daumerie, foi uma cantora, compositora, modelo e atriz brasileira.

## Primeiros anos
Nascida na cidade do Rio de Janeiro, Daumerie tinha ascendência francesa. Filha de um economista e de uma violinista ex-bailarina, envolveu-se desde a infância com atividades artísticas. Estudou oito anos no Colégio São Vicente de Paulo, mas desistiu no segundo ano científico para dedicar-se à atuação. Paralelamente, fez dança na academia de balé de Enid Sauer e como autodidata. Cursou teatro no Tablado e fez parte do grupo Rádio Novela, uma cooperativa artística experimental da Sala Cecília Meireles, onde, além de representar, também elaborava figurinos. Tentou, em seguida, seguir carreira como cantora numa banda chamada Flash.

## Carreira

### Atriz e modelo
Daniele conseguiu seus primeiros trabalhos no cinema em meados dos anos 1980, desempenhando inicialmente pequenos papéis. Aos quinze anos, interpretou uma garota vampira em As Sete Vampiras, uma comédia de terror do diretor Ivan Cardoso. Dois anos depois, o cineasta Paulo Sérgio de Almeida a convidou para uma participação especial na comédia romântica Banana Split, na qual ela apareceu como uma mulher de branco nos sonhos de um rapaz. Conseguiu seu primeiro papel de destaque, Bartira, vocalista de uma banda de rock, no suspense Mistério no Colégio Brasil (1988), dirigido por José Frazão. Também apareceu na comédia Vai Trabalhar, Vagabundo II: a Volta (1991, com direção de Hugo Carvana), na qual viveu uma personagem decidida que se apaixona por outra mulher, e no filme independente Oceano Atlantis, dirigido por Francisco de Paula e exibido no Festival de Brasília de 1993, em que interpretou uma tocadora de harpa. No teatro, ficou dois anos em cartaz com a peça O Menino do Dedo Verde.
Estreou na televisão como convidada do programa Aventura, transmitido pela Rede Manchete em 1986. Na mesma emissora, participou da novela Kananga do Japão, exibida entre 1989 e 1990, interpretando Odília, amante do personagem Danilo (Giuseppe Oristanio). Na TV Globo, fez várias chamadas para a programação de 20 anos da emissora e atuou em episódios das séries Juba & Lula e Você Decide. Também estrelou videoclipes, incluindo o da canção "Eu Queria Ter Uma Bomba", gravada pela banda Barão Vermelho para a novela A Gata Comeu (1985); no vídeo, exibido no Fantástico, ela contracenou com Cazuza. Seu principal trabalho como modelo foi quando posou para a capa do álbum O Rock Errou, lançado em 1986 por Lobão, seu marido na época. Na capa, Daniele aparece nua e com um véu na cabeça, representando uma Virgem, ao lado de Lobão trajado como padre. No mesmo ano, ela posou para a Playboy. Em 1997, estrelou o último ensaio fotográfico sensual da revista Bizz.

### Cantora e compositora
Daniele teve algumas participações nos trabalho de Lobão na década de 1980. Ela fez vocal de apoio na faixa "Moonlight Paránoia (Seasons of Wither)", do disco O Rock Errou, tendo cantado junto com o artista nos shows do Canecão, no Rio de Janeiro, e do Palace, em São Paulo. Também é coautora das canções "Síndrome do Brega", do álbum Cuidado! (1988) e "Essa Noite Não (Marcha a Ré em Paquetá)", de Sob o Sol de Parador (1989). Em 1985, assinou contrato com a gravadora Top Tape e participou, como cantora solo, do LP Indústria do Rock, em que gravou uma faixa intitulada "Me Aliar a Você". Além de atuar em Mistério do Colégio Brasil, ela cantou quatro músicas da trilha sonora desse filme, entre as quais "Chorando no Campo", composta por Lobão e Bernardo Vilhena, e "Cartão Postal", escrita por Rita Lee e Paulo Coelho.
Nos anos 1990, formou com Karla Sabah a dupla Bad Girls. Reunidas pelo cineasta Fábio Barreto, as artistas investiam em ritmos dançantes como rock, funk, balada e tango, destacando sensualidade e mensagem de emancipação feminina em seus espetáculos. Gravaram um CD que foi lançado pela PolyGram em 1994 e cujo maior sucesso foi a faixa "Sexo", uma composição de Tavinho Paes. A versão da dupla para "Alelui-me Baby", de Luiz Guilherme e Paulinho Moska, foi incluída na trilha sonora da novela A Próxima Vítima (1995). Posteriormente, as Bad Girls foram renomeadas como As Maskaradas como parte de um projeto carnavalesco voltado para o resgate de marchinhas de salão esquecidas; a Indie Records lançou um CD desse projeto em 1995. No fim da década, Daumerie buscou impulsionar sua carreira solo como cantora de techno, estilo de música eletrônica associado às raves, festas que estavam em voga naquele período, e passou a se apresentar com sua banda Doctor Bellows.

## Vida pessoal e morte
Em junho de 1985, a artista casou-se com Lobão. Eles tiveram uma filha, Julia, nascida por volta de 1989. A imprensa do período noticiava que Daumerie e Lobão eram primos, uma informação que o músico teria negado décadas depois. O casal se separou no início da década de 1990. Daniele morreu no dia 24 de agosto de 2014, aos 46 anos, após sofrer um acidente vascular cerebral. Foi sepultada no cemitério São João Batista, no Rio de Janeiro, cidade onde residia na época.

## Discografia
- Indústria do Rock (1985, coletânea)
- O Rock Errou (1986, com Lobão)
- Cuidado! (1988, com Lobão)
- O Mistério no Colégio Brasil (1988, trilha sonora)
- Sob o Sol de Parador (1989, com Lobão)
- Bad Girls (1994, com Karla Sabah)
- As Maskaradas (1995, com Karla Sabah)

## Filmografia

### Cinema
| Ano  | Título                               | Papel             | Notas                                            | Ref.   |
| ---- | ------------------------------------ | ----------------- | ------------------------------------------------ | ------ |
| 1986 | As Sete Vampiras                     | Bailarina vampira | Creditada como Daniele Daumeri                   | [ 32 ] |
| 1988 | Banana Split                         | Mulher de branco  | Participação especial                            | [ 3 ]  |
| 1988 | Mistério no Colégio Brasil           | Bartira           | Também trabalhou na trilha sonora                | [ 5 ]  |
| 1991 | Vai Trabalhar, Vagabundo II: a Volta | Vera Lúcia        | Título alternativo: Amor Vagabundo               | [ 33 ] |
| 1993 | Oceano Atlantis                      | Musicista         | Título alternativo: A Revolta de Oceano Atlantis | [ 34 ] |

### Televisão
| Ano     | Título           | Papel       | Notas                              | Ref.   |
| ------- | ---------------- | ----------- | ---------------------------------- | ------ |
| 1986    | Aventura         | Ela mesma   | Quadro: "Os Olhos de Marisa"       | [ 8 ]  |
| 1989-90 | Kananga do Japão | Odília      | Elenco de apoio                    | [ 9 ]  |
| 1989    | Juba & Lula      | Gata Gatuna | Papel recorrente                   | [ 35 ] |
| 1998    | Você Decide      | Cantora     | Episódio: "Assassino em Potencial" | [ 36 ] |

### Vídeos musicais
| Ano  | Canção                                  | Artista        | Ref.         |
| ---- | --------------------------------------- | -------------- | ------------ |
| 1985 | "Eu Queria Ter Uma Bomba"               | Barão Vermelho | [ 11 ]       |
| 1986 | "Mil e Uma Noites de Amor"              | Pepeu Gomes    | [ 37 ]       |
| 1994 | "Sexo"                                  | Bad Girls      | [ 38 ]       |
| 1994 | "My Lovin' (You're Never Gonna Get It)" | Bad Girls      | [ 2 ] [ 39 ] |